# 馮協一
馮協一（1661年—1737年），字躬暨，號退菴，山東青州府臨朐縣人，清朝政治人物。

## 生平
馮溥之子，其因父蔭，以浙江紹興府同知升江西廣信府知府。當時恰逢三藩之亂結束，耿精忠起兵，大量流民進入境內，馮協一撫綏倍至，解決流民問題。在地方力行清丈法，獲得百姓官員稱讚。補廣東廣州府知府，當時戰亂剛息，民心不定，恰逢連州瑤族民變，馮協一請用王陽明的“雕剿法”進行平定，為當地官員所倚重。擔任福建汀州府知府時，與汀州總兵陳有功平定漳州陳顯五、寧化曹祖干等盜亂，為康熙帝所聽聞，民間亦建造生祠祀贊。康熙五十二年（1713年）任臺灣府知府，期間免除各種賦稅。不久乞歸致仕。

## 著作
其著有《友柏堂遺詩》，後錄入《四庫全書》。其子馮願官至無為州知州，亦有惠政。